# 遠征王
『遠征王シリーズ』（えんせいおうシリーズ）は、高殿円のライトノベル（イラスト・麻々原絵里依）。

## ストーリー
神聖パルメニア王国の女王アイオリアI世。男装を常とし、後に「遠征王」と呼ばれることになる彼女の波乱に満ちた半生を描く。

## 登場人物

### 主要人物
アイオリア＝メリッサ＝アジェンセン
主人公。神聖パルメニア国王。物語開始時の年齢は22。愛称はオリエ。女性でありながら男装し、後宮に何人もの愛妾（女性）を囲う陽気でちゃらんぽらんな性格。年上の「いとこどの」ことゲルトルード（女性）を最愛の人と呼んで憚らない（側近に結婚を促されて「それならいとこどのと結婚する！」と言っている）。趣味の温泉めぐりが原因で、騒動に巻き込まれることもしばしば。過去に結婚歴があり、そのことがパルメニアに内憂外患の状態を招いている。黒髪赤眼。
宝剣に宿る炎の精霊エヴァリオットを守護に持つ。
ゲルトルード＝イベラ＝グランヴィーア
グランヴィーア大公。物語開始時の年齢は23。愛称はキティ。存命する中で最も血の濃いスカルディオであり、何かと留守にしがちなアイオリアに代わって内政を取り仕切る。冷静、ともすれば冷酷ともいえる性格だが、母方のいとこ・アイオリアに対してだけは特別な感情を抱いている。後にアイオリアの跡を継ぎ、グランヴィーア朝初代ゲルトルードI世として即位。スカルディオ特有の銀髪紫眼。
闇の精霊ベルディナッドを守護に持つ。
ナリス＝イングラム
元侍従で、アイオリアの後見であるヒルデブラント侯爵家に所縁の王騎士（ヒルデブラント侯爵の夫人の甥）。銀騎士ともよばれる貴公子で、アイオリアを愛しているが、上述のためあまり報われていない。アイオリアとの間にある重要な秘密がある。金髪碧眼。
ミルザ＝バルバロッサ＝ローメンワイザー
帝政ホークランドの将軍にして、パルメニアに併呑されたシレジアの元王太子。祖国がパルメニアに滅ぼされた際、ただ一人生き残った。その後、諸国を放浪し、傭兵としてホークランド皇帝に召抱えられる。暗殺を主な任務としたため、「蠍のミルザ」とあだ名される。過去にアイオリアと結婚していた。

## 用語
スカルディオ
神聖パルメニア王国の初代国王・オリガロッド＝スカルディオの血を引く一族。色素の薄い髪に碧眼という特徴的な外見を持つ。青い瞳が多いことから、「青い血」、「精霊の一族」などとも呼ばれる。また、ゲルトルードのような銀髪はスカルディオ特有であり、尊ばれる。だが、あまりにその血統崇拝が激しいため、血族結婚や選民思想などのさまざまな弊害がある。
アジェンセン
パルメニアの北方にあった大公国。元はパルメニアの属国だったが、アイオリアの祖父・ルシードがパルメニアに攻め込み、パルメニア王として即位した（ルシードの妃メリルローズ〈ジル〉がパルメニア王女だったのだが、とある絡繰りがある）アジェンセン大公は国王が兼任することになっている。
征服という経緯のため、アジェンセン大公家の特徴である黒髪橙眼はスカルディオに忌避される。
星石の精霊
パルメニアの占星術において、星の中でも強い力を持つとされるのが以下にあげられるような宝石星である。これらが地上に落ちたときに精霊が宿る宝石となり、ふさわしい主を選び守護すると考えられている。
バルビザンデ…黄星。王冠を飾っている大きな金色のダイヤモンドで、オリガロッドの子孫を守護するという。
ミゼリコルド…蒼星。大粒のサファイア。
エヴァリオット…朱星。大粒のルビー。アイオリアを二人目の主と認めた（初代の持ち主はオリガロッドの弟・シングレオ）。
ベルディナッド…闇星。ゲルトルードを守護している。

## 既刊
全て角川ビーンズ文庫より刊行。
1. ジャック・ザ・ルビー 遠征王と双刀の騎士
2. エルゼリオ 遠征王と薔薇の騎士
3. ドラゴンの角 遠征王と片翼の女王
4. 尾のない蠍 遠征王と流浪の公子
5. 運命よ、その血杯を仰げ 遠征王と隻腕の銀騎士

〈番外編〉
1. 遠征王と秘密の花園
2. 黎明に向かって飛べ